# I vapnens tjänst
I vapnens tjänst (italienska: Il mestiere delle armi) är en italiensk-fransk historisk dramafilm från 2001 i regi av Ermanno Olmi.

## Utmärkelser
Filmen vann David di Donatello för bästa film 2002.

## Roller (urval)
- Christo Jivkov – Giovanni dalle Bande Nere
- Sergio Grammatico – Federico II Gonzaga
- Dimitar Rachkov – Lucantonio Coppi
- Franco Palmieri – Paolo Giovio
- Dessy Tenekedjieva – Maria Salviati
- Sasa Vulicevic – Pietro Aretino
- Sandra Ceccarelli – Nobildonna di Mantova